# Elecciones federales de 1997 en Chihuahua
Las elecciones federales de 1997 en Chihuahua se llevaron a cabo el domingo 6 de julio de 1997, y en ellas se renovaron los siguientes cargos de elección popular:
- 12 diputados federales. Miembros de la cámara baja del Congreso de la Unión. Nueve elegidos por mayoría simple y tres mediante el principio de representación proporcional a partir de la lista regional por partido correspondiente a la segunda circunscripción electoral. Todos ellos electos para un periodo de tres años a partir del 1 de septiembre de 1997 sin posibilidad de reelección para el periodo inmediato.

## Resultados electorales

### Senado de la República
En estas elecciones se votó para elegir a 32 senadores de la república por el principio de representación proporcional a partir de una lista nacional de 32 candidatos presentadas por cada uno de los partidos políticos, esto para ocupar su escaño por un periodo extraordinario de tres años, debido a las reformas legales a la integración del Senado de la República en 1996, debido a esto, la ciudadanía votó únicamente por los partidos políticos. Finalmente, ningún chihuahuense fue elegido senador por este principio en esta elección. 

#### Resultados

Distribución de los distritos federales de Chihuahua por partido político:
Partido Acción Nacional
Partido Revolucionario Institucional

|  | 40.29 % |

|  | 40.20 % |

|  | 10.21 % |

|  | 0.61 % |

|  | 2.33 % |

|  | 2.91 % |

|  | 0.24 % |

|  | 0.28 % |

|  | 0.02 % |

|  | 97.10 % |

|  | 2.90 % |

|  | 54.60 % |

|  | 45.40 % |

### Diputados federales por Chihuahua

#### Diputados electos
| Candidato                      | Partido | Distrito   | Tipo de elección            |
| ------------------------------ | ------- | ---------- | --------------------------- |
| Jeffrey Jones Jones            |         | Distrito 1 | Mayoría relativa            |
| Adalberto Balderrama Fernández |         | Distrito 2 | Mayoría relativa            |
| Eliher Flores Prieto           |         | Distrito 3 | Mayoría relativa            |
| Carlos Camacho Alcázar         |         | Distrito 4 | Mayoría relativa            |
| Ignacio Arrieta Aragón         |         | Distrito 5 | Mayoría relativa            |
| Patricio Martínez García       |         | Distrito 6 | Mayoría relativa            |
| Odórico Vázquez Bernal         |         | Distrito 7 | Mayoría relativa            |
| Francisco Martínez Ortega      |         | Distrito 8 | Mayoría relativa            |
| Jesús José Villalobos Sáenz    |         | Distrito 9 | Mayoría relativa            |
| César Jáuregui Robles          |         | N/A        | Representación proporcional |
| Javier Corral Jurado           |         | N/A        | Representación proporcional |
| Omar Bazán Flores              |         | N/A        | Representación proporcional |

#### Resultados
|  | 40.04 % |

|  | 40.93 % |

|  | 10.00 % |

|  | 0.59 % |

|  | 2.30 % |

|  | 2.73 % |

|  | 0.24 % |

|  | 0.29 % |

|  | 2.88 % |

|  | 100 % |

##### Distrito 1: Nuevo Casas Grandes
|  | 40.26 % |

|  | 39.45 % |

|  | 12.91 % |

|  | 0.57 % |

|  | 2.90 % |

|  | 1.05 % |

|  | 0.17 % |

|  | 0.14 % |

|  | 0.00 % |

|  | 97.45 % |

|  | 2.55 % |

|  | 55.17 % |

|  | 44.83 % |

##### Distrito 2: Ciudad Juárez
|  | 43.28 % |

|  | 36.51 % |

|  | 10.64 % |

|  | 0.73 % |

|  | 1.11 % |

|  | 3.75 % |

|  | 0.18 % |

|  | 0.38 % |

|  | 0.05 % |

|  | 96.62 % |

|  | 3.38 % |

|  | 50.35 % |

|  | 49.65 % |

##### Distrito 3: Ciudad Juárez
|  | 43.60 % |

|  | 35.34 % |

|  | 10.77 % |

|  | 0.77 % |

|  | 2.34 % |

|  | 4.11 % |

|  | 0.12 % |

|  | 0.25 % |

|  | 0.01 % |

|  | 97.29 % |

|  | 2.71 % |

|  | 53.28 % |

|  | 46.72 % |

##### Distrito 4: Ciudad Juárez
|  | 39.28 % |

|  | 37.97 % |

|  | 9.95 % |

|  | 0.92 % |

|  | 3.98 % |

|  | 3.53 % |

|  | 0.20 % |

|  | 0.29 % |

|  | 0.01 % |

|  | 96.13 % |

|  | 3.87 % |

|  | 52.26 % |

|  | 47.74 % |

##### Distrito 5: Delicias
|  | 40.49 % |

|  | 42.48 % |

|  | 9.23 % |

|  | 0.50 % |

|  | 2.63 % |

|  | 1.52 % |

|  | 0.41 % |

|  | 0.24 % |

|  | 0.02 % |

|  | 97.52 % |

|  | 2.48 % |

|  | 54.78 % |

|  | 45.22 % |

##### Distrito 6: Chihuahua
|  | 39.55 % |

|  | 43.44 % |

|  | 9.45 % |

|  | 0.33 % |

|  | 2.23 % |

|  | 2.74 % |

|  | 0.26 % |

|  | 0.24 % |

|  | 0.01 % |

|  | 98.25 % |

|  | 1.75 % |

|  | 60.35 % |

|  | 39.65 % |

##### Distrito 7: Cuauhtémoc
|  | 36.39 % |

|  | 47.83 % |

|  | 9.13 % |

|  | 0.42 % |

|  | 0.83 % |

|  | 1.29 % |

|  | 0.31 % |

|  | 0.25 % |

|  | 0.01 % |

|  | 96.46 % |

|  | 3.54 % |

|  | 51.95 % |

|  | 48.05 % |

##### Distrito 8: Chihuahua
|  | 39.65 % |

|  | 39.90 % |

|  | 10.95 % |

|  | 0.62 % |

|  | 2.70 % |

|  | 3.46 % |

|  | 0.28 % |

|  | 0.43 % |

|  | 0.00 % |

|  | 97.65 % |

|  | 2.35 % |

|  | 57.15 % |

|  | 42.85 % |

##### Distrito 9: Hidalgo del Parral
|  | 37.02 % |

|  | 46.54 % |

|  | 7.57 % |

|  | 0.48 % |

|  | 1.69 % |

|  | 2.57 % |

|  | 0.19 % |

|  | 0.32 % |

|  | 0.01 % |

|  | 96.40 % |

|  | 3.60 % |

|  | 50.95 % |

|  | 49.05 % |